# Heilige Schar (Theben)
Die Heilige Schar (altgriechisch ἱερὸς λόχος hieros lochos) war eine Eliteeinheit der antiken thebanischen Streitkräfte, die aus 150 männlichen Liebespaaren bestand und von dem thebanischen Feldherrn Gorgidas gegründet wurde. Sie stellte den Kern der thebanischen Phalanx dar und existierte von etwa 378 bis 338 v. Chr.
Es wurden ausschließlich Liebespaare ausgewählt, angeblich um den Zusammenhalt der Truppe zu maximieren. Tatsächlich dürfte die Kampfkraft der Einheit aber eher dadurch entstanden sein, dass die Mitglieder Berufssoldaten waren – die einzigen Vollzeit-Hopliten außer denen Spartas. Sie vereinten also den professionellen Aspekt des Söldners mit dem des antiken Bürgers, der von Idealen motiviert war. Dieser zweite Aspekt sollte durch die starke Bindung an den persönlichen Kampfgenossen verstärkt und die Kampfkraft sowie Treue im Kampf gesteigert werden. Die Idee fand wenige Jahrzehnte später ein Pendant in den Gefährten zu Fuß Alexanders des Großen.
Schon unter Gorgidas bildete die Heilige Schar eine Eliteeinheit innerhalb der thebanischen Truppen. Später unter Pelopidas, nachdem die Heilige Schar bei Tegyra gesiegt hatte, wurde sie zu einer Art persönlicher Leibgarde des Pelopidas und spielte für 33 Jahre eine bedeutende Rolle in der griechischen Infanterie. Auch in der Schlacht bei Leuktra hatte die Heilige Schar großen Anteil am Sieg Thebens über Sparta.
Geschlagen und fast völlig vernichtet (bis auf 46 Mann) wurde die Heilige Schar in der Schlacht von Chaironeia, mit welcher Philipp II. von Makedonien die Unabhängigkeit der griechischen Stadtstaaten beendete.